# Grafton (West Virginia)
Grafton ist eine City in und Verwaltungssitz (County Seat) von Taylor County im US-amerikanischen Bundesstaat West Virginia. Es umfasst rund 9,8 km² Fläche auf 312 m Höhe und ist am Tygart Valley River gelegen. Das U.S. Census Bureau ermittelte bei der Volkszählung 2020 eine Einwohnerzahl von 4722.
Grafton ist der Entstehungsort des Muttertages.

## Geschichte und Sehenswürdigkeiten
Der Ort soll nach John Grafton, einem Ingenieur der Baltimore and Ohio Railroad, benannt sein. Grafton wurde 1856 offiziell gegründet. 
In Grafton befinden sich die beiden einzigen in West Virginia gelegenen Nationalfriedhöfe der USA: der Grafton National Civil War Cemetery (angelegt 1867 für Unionssoldaten des amerikanischen Bürgerkrieges in der Nähe des älteren Maple Avenue Cemetery, auf dem ebenfalls zahlreiche Bürgerkriegstote begraben liegen; 1982 ins National Register of Historic Places eingetragen; heute finden dort keine Beerdigungen mehr statt), sowie der 1987 eröffnete West Virginia National Cemetery rund fünf Meilen westlich von Grafton. Grafton rühmt sich, einer der ersten Orte der USA zu sein, in denen der Memorial Day begangen wurde. Für Bailey Brown, den angeblich ersten Unionssoldaten, der im Bürgerkrieg getötet wurde, wurde in Grafton ein Denkmal errichtet.
Am 10. Mai 1908, dem dritten Todestag von Ann Maria Reeves Jarvis, wurde in Grafton auf Veranlassung ihrer Tochter Anna Marie Jarvis, der erste offizielle Muttertag begangen: Nach einer Predigt von Pfarrer Harry C. Howard  in der (im klassizistischen Stil erbauten) St. Andrew’s Methodist Episcopal Church verteilte Anna Jarvis fünfhundert weiße und rote Nelken, die Lieblingsblumen ihrer Mutter. Die roten Nelken sollten die lebenden Mütter ehren, die weißen die verstorbenen. Dieser Tag ist heute offiziell als erster Muttertag anerkannt. Zwar hatte Anna Jarvis bereits am Sonntag nach dem zweiten Todestag ihrer Mutter, einem zweiten Sonntag im Mai (12. Mai 1907), Nelken an andere Mütter ausgeteilt, jedoch erst 1908 wurde auf ihr Drängen hin allen Müttern erstmals eine Andacht gewidmet. Zur Erinnerung wurde die Kirche von Grafton zum International Mother’s Day Shrine erklärt und im Oktober 1992 zu einem National Historic Landmark ernannt. Fünf Bauwerke und Stätten insgesamt sind in Grafton im National Register of Historic Places (NRHP) eingetragen (Stand 12. März 2020). Anna Marie Jarvis wurde in dem kleinen Ort Webster geboren, etwa vier Meilen südlich von Grafton. Dort gibt es heute ein Anna Jarvis Birthplace Museum. An den Feierlichkeiten zum 100. Muttertag 2008 nahm Hillary Clinton teil.
Südlich von Grafton liegt um den Tygart Lake herum der für den Tourismus erschlossene Naturpark Tygart Lake State Park, wenige Meilen nördlich der Stadt der kleinere Valley Falls State Park.

## In Grafton geborene Persönlichkeiten
- Edgar Adams (1868–1940), Schwimmer und Wasserspringer
- Clair Bee, Basketballtrainer
- Anna Marie Jarvis, Begründerin des Muttertages
- George Preston Marshall, langjähriger Eigner und Präsident der Washington Redskins
- Frances Benjamin Johnston, Fotografin